# Speakeasy

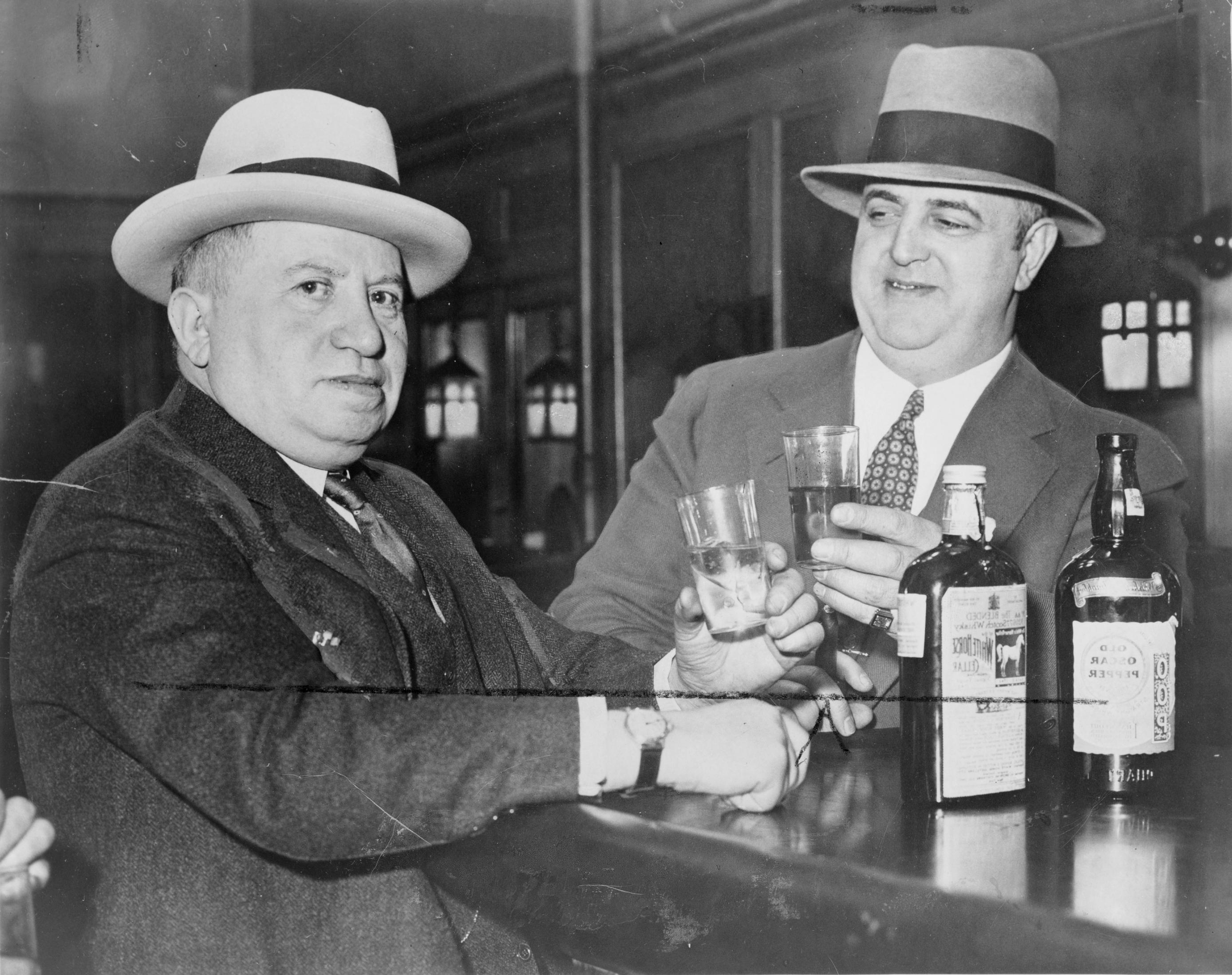
Dos expolicías, tras la prohibición.

Un speakeasy (equivalente a ‘tugurio’ en castellano) era un establecimiento que vendía de manera ilegal bebidas alcohólicas durante el periodo histórico de Estados Unidos (y Canadá) conocido como Prohibición (1920–1932, más tiempo en algunos estados). Durante este tiempo, la venta, elaboración de bebidas alcohólicas y su transporte eran ilegales. Debido a ello se denomina speakeasy a los tragos de la actualidad a base de ron que era lo que más se contrabandeaba en esas épocas.

## Etimología
El término puede que provenga de la forma en que un cliente habitual pedía una bebida alcohólica sin levantar sospechas: los camareros dirían a los clientes habituales que estuvieran callados y «hablaran bajo» (en inglés, speak easy); o que provenga de la habilidad de los clientes habituales para hablar sobre el alcohol sin temer que policías gubernamentales estuvieran escuchando.

## Actualmente
Son bares a puertas cerradas, exclusivos y donde solo unos pocos tienen acceso. Todas las ciudades del mundo tienen su bar secreto. Se los llama bares speakeasy y el término tiene origen en las primeras décadas del siglo XX, en la cosmopolita ciudad de Nueva York. En esos momentos, en toda la ciudad regía la ley seca, una polémica medida que impedía la elaboración y el consumo de bebidas alcohólicas. Para demostrar que toda ley nace para ser quebrada comienzan a aparecer estos bares a «puertas cerradas». La entrada nunca es restrictiva o discriminatoria, sino un juego donde hay que tener la clave o dirección.